# Бакс, Эдриан
Эдриан Бакс (англ. Adriaan Bax; род. 1956, Нидерланды) — нидерландско-американский учёный-биофизик. Труды в основном посвящены биомолекулярной ЯМР-спектроскопии.
Член Национальной академии наук США (2002) , Американская академия искусств и наук (2002) , член-корреспондент Нидерландской королевской академии наук (с 1994 года) .
Является наиболее цитируемым химиком за период с 1981 по 1997 год . В 2011 году был 10-м наиболее цитируемым из ныне живущих химиков (индекс Хирша = 120)  .

## Награды и отличия
- KNCV Gouden Medaille (1992) [6]
- Медаль Джона Скотта (2000) [7]
- E. Bright Wilson Award in Spectroscopy[англ.], Американское химическое общество (2000)
- Remsen Award (2001) [8]
- Hans Neurath Award (2002) [9]
- Thomson Reuters Citation Laureate (2002)
- Премия Национальной академии наук США за научный обзор (2018)
- Welch Award in Chemistry[англ.] одноимённого фонда (2018)